# Paul Grant
Paul Grant (Peterborough, 3 de fevereiro de 1967 – Londres, 20 de março de 2023) foi um ator e dublê britânico. Ele era conhecido por seu papel como Ewok, em Star Wars, Episódio VI: O Retorno de Jedi (1983). Ele também participou da franquia Harry Potter, em A Pedra Filosofal (2001), onde interpretou um 'goblin' e no longa Labirinto (1986), como um dos 'goblins'.

## Biografia
Nascido em 1967, Paul era portador de displasia espondiloepifisária congênita, o que o fez, na idade adulta, medir apenas 1,32m.

## Carreira
Grant iniciou sua carreira em 1983, quando interpretou um ewok, uma espécie de gnomo criada ficcionalmente para o filme Star Wars: Episode VI – Return of the Jedi. No filme Labyrinth, foi dublê para o personagem Hoggle. Também nesse ramo, esteve em Legend e Willow. Depois de fazer outros trabalhos menores, Paul Grant esteve em hiato na carreira, voltando a atuar apenas nos anos 2000. Em 2001, Paul voltou à indústria cinematográfica para exercer um papel não creditado em Harry Potter e a Pedra Filosofal.

## Vida pessoal
Ao que se sabe, Paul namorou e teve três filhos, além de enteados e netos.

### Problemas de saúde
Antes de sua morte, Paul Grant revelou lutar contra problemas relacionados a álcool e drogas.

### Morte
Em 16 de março de 2023, Grant colapsou do lado de fora da St. Pancras Internacional, uma estação ferroviária em Londres, Inglaterra. No mesmo dia, ele foi levado a um hospital, no qual foi constatada sua morte cerebral ainda naquele dia. O ator foi considerado morto em 20 de março, embora sua morte cerebral tivesse sido constatada quatro dias antes. Paul morreu aos 56 anos.

## Filmografia
| Título                                   | Personagem          | Ano  |
| ---------------------------------------- | ------------------- | ---- |
| Return of the Jedi                       | Ewok                | 1983 |
| Legend                                   | dublê               | 1985 |
| Labyrinth                                | Goblin corps/dublê  | 1986 |
| The Dead                                 | 1º jovem cavalheiro | 1987 |
| Willow                                   | dublê               | 1988 |
| Harry Potter and the Philosopher's Stone | Goblin              | 2001 |